# Atalaya (Buenos Aires)
Atalaya es una localidad perteneciente al partido de Magdalena, en la provincia de Buenos Aires, Argentina.
Actualmente es un pequeño poblado veraniego con cámpines, club de yates e ideal para la pesca. Aunque no se recomienda la pesca a fondo, el uso de trasmallos sí suele ser un método mucho más efectivo.
Atalaya se distingue del partido municipal por su baja densidad de población y por eso se "convirtió" en una localidad turística aparte de su historia y desarrollo económico y cultural.
En el ámbito deportivo está el Club Social y Deportivo Atalaya, fundado el 31 de enero de 1941.

## Geografía

### Población
Cuenta con 720 habitantes (Indec, 2010), lo que no representa un cambio frente a los 720 habitantes (Indec, 2001) del censo anterior.
| Gráfica de evolución demográfica de Atalaya entre 1991 y 2010 |
|                                                               |
| Fuente: Censos nacionales del INDEC                           |

### Sismicidad
La región responde a las subfallas «del río Paraná», y «del río de la Plata», y a la falla de «Punta del Este», con sismicidad baja; y su última expresión se produjo el 5 de junio de 1888 (137 años), a las 3.20 UTC-3, con una magnitud aproximadamente de 5,0 en la escala de Richter (terremoto del Río de la Plata de 1888).
La Defensa Civil municipal debe advertir sobre escuchar y obedecer acerca de 
Área de
- Tormentas severas, poco periódicas, con Alerta Meteorológico
- Baja sismicidad, con silencio sísmico de 137 años

## Historia

### Cronología
1663 - El Gobernador José Martínez de Salazar hace levantar torres en la costa del Río de la Plata que sirvieran de atalayas para “descubrir los buques enemigos”, de los piratas ingleses, holandeses y franceses que asediaban las costas del Río de la Plata.
1735 - Como consecuencia del ataque a la Colonia del Sacramento, el gobernador Miguel de Salcedo ordena el refuerzo con una guardia de milicianos en el lugar conocido como Atalaya, sirvió como puesto de observación para avistar barcos en el río y dar la noticia de los mismos, también tenía carácter de guardia terrestre, impidiendo el contrabando y el suministro de víveres a los barcos de la colonia, en menor medida controlaba el avance de los indios.
1781 - Las milicias magdalenenses adquieren importancia por su ubicación estratégica, pues daban aviso si descubrían embarcaciones, a la Ensenada de Barragán.
1826 - El 28 de agosto de ese año se enfrentan la Guarnición de Atalaya con tropas brasileñas.
1832 - El 9 de mayo se produce el Combate del Sauce, ataque de tropas francesas y su posterior rechazo por las tropas que dirigen la Guardia de Atalaya.
1839 - En el mes de febrero de ese año se produce una nueva invasión de tropas francesas, desembarco y posterior resistencia de la fuerza patriótica.
El 7 de mayo algunos barcos del tráfico establecido sobre el arroyo de Atalaya arden lentamente, un grupo de franceses continúan sus hostilidades incendiando y haciendo frente a las tropas de tierra del pago, quienes los repelen luego de heroica acción.
1871 - Una escuadrilla inglesa surcaba en todas direcciones las aguas del Río de la Plata, de ella se desprendió una cañonera que navegó sobre las costas de Atalaya por espacio de dos meses viniendo a pernoctar en su fondeadero.
También se inicia la instalación de los saladeros, los industriales interesados en instalar sus saladeros recorren las costas rioplatenses, descubriendo que Atalaya contaba con un puerto natural. Se instala el primer saladero de los Sres. Silger –Ferrando.
1875 - Inicia sus actividades industriales el saladero de la firma Palazzi y Cia. Atalaya vive momentos de gran auge industrial.
1876 - En este año comienza a funcionar el saladero de la firma Santiago Rocca Hnos, asimismo en ese año se proyecta y habilita un camino carretero que conecta Atalaya con Magdalena, cabecera de distrito.
1877 - Se instala el último de los saladeros en Atalaya perteneciente al Sr. Pedro Bordatto.
1879 - En ese momento Atalaya cuenta con 4.000 habitantes y 300 niños en edad escolar.
1882 - Comienza a funcionar oficialmente la Escuela N.º 6 de Atalaya
1887 - En el mes de septiembre se inaugura el salón de la Sociedad Italiana de socorros Mutuos de Atalaya.
1888 - a las 3.20 del 5 de junio, último cimbronazo por el terremoto del Río de la Plata de 1888
1889 - Se erige la capilla de Santa Rosa de Lima
1893 - En el mes de noviembre se libra al servicio el ramal La Plata-Magdalena-Atalaya del Ferrocarril del Sud - Ferrocarril General Roca.
- Fechas cercanas al 1900 en Atalaya del American-Cable y del Ital-Cable, que eran estaciones de comunicación a los EE. UU. y a Europa mediante tendidos de cables de unos 8 cm de diámetro a través del lecho rioplatense y marino, que repetían mediante telégrafo las comunicaciones a y desde Buenos Aires.
1900 - A principios de este año se establece el Destacamento Punta Atalaya de la Prefectura Naval Argentina
1918 - Se funda la biblioteca popular Esteban Echeverría, funcionando esta en la sede de la Sociedad Amor al Arte
1970 aprox. Se cancela el servicio ferroviario Atalaya – Magdalena – La Plata, se cierran sus estaciones y se levantan las vías férreas.

### Origen del Pueblo
En vista del peligro que corría la rica colonia de Buenos Aires ambicionada por potencias extranjeras, por Cédula del 16 de marzo de 1663, dio el gobernador de esta colonia José Martínez de Salazar la orden de “… erigir un fuerte en el puerto de Buenos Ayres y levantarse torres en la costa que sirviesen de atalaya para descubrir los bajeles enemigos…”
Dicha torre estaba ubicada en las proximidades de la desembocadura del Arroyo de Atalaya por lo que se considera a este acontecimiento como el acta fundacional de Atalaya.
Existe la presunción de que el primer poblamiento de nuestra ciudad, se produjo con las familias de los milicianos afectados a esa guarnición militar.
Apoyan ésta hipótesis dos aspectos:
1. Que estaba prohibido establecer las casas familiares a no menos de una legua de la costa por cuestiones de seguridad, y
2. Que se buscaban las zonas más altas para estar al resguardo de las inundaciones que se producían por lluvias o desbordes del río, siendo este hecho el que originó el poblamiento de la actual ciudad de Magdalena.

### Acciones heroicas de la antigua guardia de Atalaya
Un pequeño pero muy importante capítulo que hace a la historia naval argentina transcurre no exactamente sobre las aguas del Río de la Plata sino sobre su costa. Debemos ubicarnos en el tiempo y en la geografía. La época – a mediados del siglo XVII – y la zona, unas 20 leguas (100 km) al sudeste de la Santa María del Buen Ayre.
Es importante destacar que el Río de la Plata, especialmente nuestra costa y la capital, había sido visitado en nueve oportunidades por piratas, bucaneros o filibusteros desde el año 1578 hasta 1719, con intenciones que distaban de ser amistosas.
Así, en un sitio casi desconocido, 100 km al sudeste de Buenos Aires, se levantó una atalaya. La misma fue hecha de estacas, latas y otros materiales sujetos con cuerdas de tientos. Tenía unos quince metros de altura y se ubicó en la desembocadura del arroyo que adoptó el mismo nombre.
El arroyo de Atalaya nacía tierra adentro, de recorrido serpenteante, salía al río de agua dulce; pero tenía la cualidad de poseer una buena profundidad para naves de porte mediano. Para ese entonces la playa con marea alta permitía que barcos como goletas o sumacas entraran a la protección del arroyo y la costa.
El atalaya colocado, servía también de aviso del malón y para la vigilancia del contrabando con la Banda Oriental. Tenía una guardia de Blandengues y gauchos de la zona, que para esta época era reforzada con algunos hombres más, pero sin un armamento adecuado.
Este puesto de observación no fue, como se podía pensar, el inicio o el nacimiento de un pueblo a su alrededor debido a la disposición que prohibía construir un núcleo poblacional a menos de una legua de la guardia establecida. Sí es real que muchos pueblos coloniales tuvieron origen en estos puestos de guardia.
A mediados del siglo XVIII, con precisión en 1735, las autoridades temían una invasión externa que ingresara por el río, debido al ataque portugués a la Colonia del Sacramento.
En ese año de 1735 el gobernador Miguel de Salcedo le dio carácter definitivo de “Guardia Fluvial y Terrestre” a dicha atalaya.
Poco después se tiene en cuenta que la costa y arroyo Atalaya, por sus características hidrográficas podría ser un puerto natural para cierto tipo de embarcaciones. Si bien hay que indicar que lo fue para bajeles de escaso calado.
En 1776, a unos 7 km al sur, ya existía el poblado de Magdalena y si bien se puede puntualizar que el origen de ésta podría ser anterior al año antedicho, lo que no se debe obviar es que la guardia de Atalaya fue el impulsor final magdalenense.
El Virrey Vértiz, en 1781, reconoce la necesidad de otorgarle mayor resguardo al puesto de observación fluvial, ya que con muy buen tino percibió la posibilidad cierta de una invasión de fuerzas inglesas.
Técnicamente, la línea de costa inmediata al arroyo de Atalaya tenía un canal natural de entrada apto para naves de escaso o medio porte cuando el río subía con su marea, no así para grandes navíos. De tal manera que si ocurriera una invasión, las embarcaciones de mayor tonelaje debían anclar a gran distancia de la ribera.
De acuerdo con los escasos datos, al parecer la guardia de Atalaya poseía dos cañones para su defensa, colocados a ambos lados del puesto sin conocerse si eran fijos o móviles. Para la guardia también se tuvo en cuenta la caballería, patrullas y chasques con el propósito de dar aviso a Buenos Aires.
Luego de las invasiones inglesas de 1806 y 1807 la guardia figuraba como un punto fuerte en planos y se la designaba en las cartas hidrográficas de don Félix de Azara.
La tranquilidad de la zona pocos años después se alteró…

### Primer hecho de armas en Atalaya
El 21 de diciembre de 1825 el Emperador del Brasil declaró la guerra a las Provincias Unidas del Río de la Plata. Sin entrar en los motivos que generó la contienda, ésta duró en cuanto a acciones navales desde 1826 a 1828. Por supuesto se sucedieron combates terrestres. Más lo importante era que el Río de la Plata estaba bloqueado por fuerzas navales del Imperio.
El pequeño puerto de abrigo de Atalaya ya empezaba a escribir, sin saberlo, su lugar en la historia naval argentina. El canal de entrada y el arroyo fueron utilizados por naves republicanas para esconderse y refugiarse luego o previo a combates navales, y del regreso de las acciones de corso que libró el Almirante Guillermo Brown sobre las costas del Brasil.
El 24 de agosto de 1826 desembarcaron 65 brasileños armados de sables y fusiles y se enfrentaron con 25 gauchos de a caballo cuyo armamento consistía en lanzas y algunos sables. El combate en tierra dejó el saldo de cinco muertos y tres heridos y la retirada de los brasileños. La historia consultada no específica a quién pertenecieron las bajas.

### La intervención francesa
Posterior a la finalización de la guerra con el Brasil, la recién creada y reconocida República Oriental del Uruguay, tuvo como garantes del pacto firmado, a las propias Provincias del Río de la Plata, el Brasil y la Gran Bretaña; la acompañante de Inglaterra en la rúbrica fue Francia y lo hizo mediante una estación naval apostada en el puerto de Montevideo. A partir de aquí se puede hablar de “intervenciones” o agresiones de los franceses a Buenos Aires.
En 1832 en el mes de mayo, las aguas de la costa de Atalaya perfilan una fuerza naval francesa de la que desembarcaron unos 600 hombres armados. Los Blandengues y los gauchos los enfrentaron. Los enemigos incendiaron varias naves ancladas capturando otras. De resultas de la acción, la guardia salvó del fuego algunas embarcaciones, recapturando un número no especificado de estas. A este combate se lo denominó “Del Sauce”. El parte elevado por el Sargento Mayor encargado de la guardia al Comandante en Jefe del regimiento, decía lo siguiente: 
“El Sargento Mayor graduado del cuarto escuadrón del Regimiento 6 de Campaña Magdalena, 9 de mayo de 1832. Año 30 de la libertad, 24 de la Independencia y 10 de la Confederación Argentina.
Al Señor Comandante en Jefe del Regimiento 6 de Campaña, Coronel don Prudencio de Rosas; 
Tengo el honor de dirigirme a V.S., para manifestarle que en el día de la fecha, de 9 a 10 de la mañana, han atacado los franceses el Puerto de Atalaya, habiendo desembarcado los enemigos una fuerza como de 600 hombres, que hacían fuego de artillería e infantería, el que fue contestado por el piquete a mi mando y últimamente por el auxilio de los 45 infantes de que di cuenta a V.E.
Los franceses han cometido la misma barbarie incendiando 8 buques de los 21 que estaban en el puerto y destruyendo los efectos que había a bordo y en tierra; pero al llegar el referido auxilio de 45 infantes, unidos al piquete que tenía a mis órdenes para el celo de la costa, abandonaron su obra de destrucción y barbarie y se retiraron.”
Del parte elevado por el encargado de la guardia se debe rescatar, aunque no documentado, el hecho que se recapturaron algunas naves tomadas por los galos y eso se consigue con otras embarcaciones y seguramente luchando. Por otra parte se hace imperioso notar que en el puerto de Atalaya había 21 naves ancladas…

### Otras agresiones francesas
Años más tarde, en 1839, se ha de producir la segunda intervención francesa al Puerto de la Guardia de Atalaya; es decir, intervenir en el movimiento del puerto y agredir. En el mes de marzo de ese mismo año 500 hombres de marinería francesa armados desembarcaron de navíos armados bien lejos de la costa. Nótese que las naves de gran calado y porte no podían acercarse a la costa con marea normal. Las lanchas que llevaron a la marinería francesa hicieron rumbo hacia la desembocadura del arroyo Atalaya y en ese punto trabaron combate con la guardia local que los rechazó en recio intercambio de fuego y enfrentamiento cuerpo a cuerpo. El enemigo, en su despecho, incendió algunos buques surtos próximos a la costa.
La tranquilidad se vería alterada en el mes de mayo de 1839. Varios barcos arden lentamente en las cercanías de la boca de entrada del puesto de guardia. Nuevamente, los Blandengues, infantes y gauchos los enfrentan con heroica acción. Aquí, los enemigos perdieron al teniente Rendón. Muchos años después un literato puso versos de alabanza por la acción del Teniente Rendón desconociendo la valentía de la guardia de Atalaya en defensa de lo nacional.
Es así que el 9 de mayo entre las 9 y 10 de la mañana, se presentaron frente a la costa los buques de guerra franceses, bergantín de guerra Nadine, goletas Ana y Firmeza, falucho Atrevido más un bergantín-goleta. La marea favoreció al enemigo en esta ocasión y anclaron cerca de la boca de Atalaya como a las 11 de la mañana. A las 12 del mediodía desprendieron 17 lanchas, las que con las dos goletas y el falucho se dirigieron a tierra. Para ese momento el río comenzaba a bajar y la fuerza de desembarco no alcanzó a tocar tierra firme, regresando a bordo.
El bergantín Nadine bombardeó la costa mientras tuvo suficiente agua, luego varó. Esta acción prosiguió hasta el anochecer donde zafó de la varadura. Al día siguiente, el 10 de mayo, el mismo bergantín cañoneó la boca del arroyo y el puesto de Guardia.
Estos han sido los relatos de defensa del patrimonio nacional y en los cuales el Atalaya vivió sus momentos de esplendor, refugio de velas que navegaban el Plata y acciones heroicas de hombres que dieron todo de sí durante la época del conflicto con el Brasil y luego con el bloqueo francés.
Hace poco más de medio siglo, aun permanecían las estacas de la base del atalaya de observación. Hoy el avance inexorable del río sobre la tierra ha borrado los vestigios de un símbolo.

## Capilla de Santa Rosa de Lima
A mediados del año 1800, comanda la guardia de Atalaya Manuel Ramírez Rodríguez, quien junto al dueño de la estancia que los proveía de carnes levantan un pequeño rancho donde comienzan a realizarse los primeros oficios religiosos en el paraje conocido como “Vigía de la Atalaya”.
La acción del tiempo destruyó el rancho y comenzaron las gestiones de los vecinos del lugar para construir una nueva capilla.
Recién a comienzos de 1889 el señor Santiago Rocca, dueño de uno de los saladeros, erige a sus expensas una nueva capilla, dedicada a Santa Rosa de Lima. 
Esta capilla se inauguró el 1° de noviembre del mismo año, de acuerdo a la siguiente carta:
Exelentísimo y Reverendísimo Señor Arzobispo
Dr. León Federico Aseiros. 
Exmo Señor: facultado por V.E. procedí a la bendición e inauguración de la capilla de Santa Rosa que se levantó en Atalaya a expensas del Sr Santiago Rocca. 
La inauguración tuvo lugar el 1° del corriente, en medio del mayor entusiasmo de los habitantes de aquel pueblito y de muchos otros.
Con este motivo recurro a V.E. pidiéndole se digne a facultarme para celebrar dos misas en los días de fiestas que yo o el Teniente tuviéramos que celebrarlas en esta nueva capilla, favor que espero conseguir de V.E..
Su humilde súbdito.
Rafael Fanego
Aproximadamente en el año 1974 una comisión de vecinos de Atalaya en vista del estado de deterioro del piso original de la capilla, y sobre la base de donaciones y contribuciones de la gente pueblo de Atalaya procede a su reemplazo colocando el actual piso de cerámicas.
Asimismo cabe destacar que la Pila Bautismal de la capilla se halla tallada en una sola pieza de mármol de Carrara, siendo esta de un gran valor artístico é histórico.

## Los Saladeros
En 1871 se desata en Buenos Aires una epidemia de fiebre amarilla. Acusan a los saladeros (y mataderos) de ser los causantes de dicha epidemia. Por lo que son echados de la ciudad. En busca de las condiciones necesarias para su desarrollo (agua dulce disponible, una ruta de acceso a los buques de ultramar y la fácil llegada de las tropas) llegan a Magdalena, más precisamente a Atalaya: en 1871 Isidoro Silges y Octavio Ferrando; en 1872 Lázaro Repetto y Cía. En 1875 el de Palazzi y Cía; en 1876 el de Rocca Hnos., luego fue Rocca y Terrarosa y en 1877 el de Pedro Bordatto.
En Europa en el año 1884, se realizan pruebas para conservar las carnes por el sistema del frío. En 1904 se instala en Berisso la primera fábrica de congelación y enfriados de carnes con el nombre de The La Plata Cild Storage, que en 1916 se transforma en Frigorífico Swift. El Ing. Tellier culmina con éxito dicho sistema quedando fuera de mercado la industria Saladeril. Ese mismo año aparece el Frigorífico Armour, al que la gente llamó “el nuevo”, quedando Swift como “el viejo”. Por versiones de vecinos de la localidad, se sabe que en caso de necesidad, especialmente cuando las barcazas encallaban, los hombres se ponían unos arneses y tiraban de la misma hacia la costa, metidos en el río.

## Biblioteca "Esteban Echeverría"
En la Asamblea General Ordinaria de la Sociedad Amor al Arte, el 15 de septiembre de 1918, quedó fijado para el día 11 de noviembre de ese año la fundación de la biblioteca popular con el nombre de Esteban Echeverría, esta será regida por una comisión que nombrará exclusivamente la sociedad Amor al Arte.
Así reza el acta de dicha Asamblea, asentada en el Libro de Actas en su folio 169 que aún se conserva.
Fueron sus fundadores: Luis Melonari, Justo Stinco, Benjamín Seresi, Rogelio Cincotta, Adolfo Landa, Néstor Cericotta, Remo Recagno, Enrique Hipólitto, Francisco Asti, Agustín Melonari, Alejandro Pandolfi y Enrique Gattini.
La primera comisión directiva estuvo integrada por:
Presidente: Carlos Crespi.
Secretario: Darío Cepeda.
Tesorero: Adolfo Landa.
Vocales: Marcelo Maggi, Rogelio y Néstor Cincotta.
La biblioteca funcionó hasta 1971 en el antiguo salón de la Sociedad Amor al Arte, con algunas interrupciones en la atención al público, desarrolló su tarea hasta 1949, en que es reconocida por la Dirección de Bibliotecas de la provincia de Buenos Aires.
En 1949 la Comisión Directiva de Amor al Arte nombra bibliotecaria a la Sta Emma Crespi en forma “ad honorem”, quien dirigió a la entidad hasta el año 1991, (hasta la edad de 99 años), en una tarea elogiosa que le mereció diversos reconocimientos.
En el año 1992, con motivo de cumplir la Sta. Emma 100 años de vida, una delegación de la Comisión directiva de la biblioteca se trasladó a la ciudad de Berisso (su domicilio en ese entonces) para rendirle un merecido homenaje, en ese mismo año se impuso su nombre a la rambla de la Avda Mitre frente a la biblioteca.

## Transporte
- Línea 501